# إبراهيم خواجة
إبراهيم خواجة، ولد في 1 يناير 1927 في المهدية و توفي في 18 أكتوبر 2019، هو سياسي ورجل أعمال تونسي.

## السيرة الذاتية

### الدراسة
زاول إبراهيم خواجة تعليمه الابتدائي في المهدية والثانوي في المدرسة الصادقية في العاصمة. بعد تحصله على الإجازة في الرياضيات، انخرط في الحزب الحر الدستوري الجديد في 1943.

انتقل للمدرسة الوطنية العليا للاتصالات في باريس أين تحصل على شهادة مهندس في 1954.

### المسار المهني والسياسي
في كتابة الدولة للبريد والبرق والهاتف، عين مهندس رئيس في 1955 ثم كبير المهندسين في 1964، قبل أن يصبح مدير الاتصالات في 1966.

في 1976، تولى الإشراف على الإدارة العامة لتنسيق الاتصالات والتجهيز في وزارة النقل والمواصلات.

عين في 7 نوفمبر 1979 ككاتب دولة لدى وزير النقل والمواصلات مكلف بالبريد والبرق والهاتف في حكومة الهادي نويرة، وبقي في هذا المنصب أربعة سنوات، أين عين في 25 نوفمبر 1983 في منصب وزير للنقل والمواصلات في حكومة محمد مزالي. أمضى قرابة السنة وإحدى عشر شهرا على رأس هذه الوزارة، قبل أن يصبح وزيرا للمواصلات في 23 أكتوبر 1985، وبقي في هذا المنصب حوالي ثلاث سنوات ونصف حتى 11 أبريل 1989، أين تحمله في كل من حكومة محمد مزالي وحكومة رشيد صفر وحكومة زين العابدين بن علي وأخيرا حكومة الهادي البكوش.

بين 1995 و2015، تولى إبراهيم خواجة رئاسة مجلس إدارة مجموعة تلنات.